# Parafia Matki Boskiej Nieustającej Pomocy w Spychowie
Parafia Matki Boskiej Nieustającej Pomocy w Spychowie – parafia rzymskokatolicka znajdująca się w archidiecezji warmińskiej, w dekanacie Rozogi.